# Teruel (stacja kolejowa)
Teruel (hiszp: Estación de Teruel) – stacja kolejowa w Teruel, w prowincji Teruel, we wspólnocie autonomicznej Aragonia, w Hiszpanii.
Stacja posiada 5 tortów niezeletryfikowanych o rozstawie iberyjskim, ale wkrótce Adif przystąpi do elektryfikacji linii w ramach budowy LAV Teruel – Saragossa.